# Yponomeuta malinella
Espèce
Yponomeuta malinella, l'Hyponomeute du pommier, [du mot grec ancien ὑπονομευτής (huponomeutếs,  qui travaille sous terre)] ou « teigne du pommier » sur pommier ou du prunier,  est un petit papillon de nuit (du groupe des teignes), mesurant environ un cm de long, quelques millimètres d'épaisseur et d'une envergure de 16 à 23 mm.
C'est une des espèces d'Yponomeutes dont la chenille, grégaire, est susceptible de se développer en tissant des toiles de soie qui constituent un nid collectif. Elles sont pour cette raison dites  « fileuses ».
Les oiseaux ne semblent pas ou peu attaquer les espèces de ce genre.

## Synonyme
- Yponomeuta malinellus

## Description
Les papillons du genre Yponomeuta évoquent de fines mites aux ailes blanches ponctuées de noir (les Anglais les appellent « mites-hermines »).
Les ailes antérieures de cette espèce sont mouchetées de très petits points noirs et les ailes postérieures sont grisâtres et frangées.
Deux points noirs sont visibles derrière la tête sur le dos de l'imago (mâle ? femelle ? les deux ?)

La chenille est jaune paille au premier stade, ornée de points noirs sur les flancs.
Au terme de son développement, elle mesure de 18 à 20 mm de longueur et possède une tête noire. Le corps de la chenille est garni de poils si fins qu'ils sont invisibles à l'œil nu.
À ne pas confondre avec d'autres espèces proches telles que :
- Yponomeuta irrorellus (Hübner 1796), qui se distingue par une très grosse macule au milieu de l'aile
- Yponomeuta evonymella (Linnaeus 1758)[2] dont les chenilles caractérisées par 5 rangées de points noirs se développent souvent sur le merisier à grappes ou plus rarement sur d'autres espèces de Prunus qu'elles tapissent d'un épais voile soyeux blanchâtre,
- Yponomeuta padella (Linnaeus 1758) ou  « Hyponomeute du cerisier » dont les chenilles se développent sur prunelier (Prunus spinosa), l'aubépine (Crataegus monogyna) et le sorbier des oiseleurs (Sorbus aucuparia). Les nids de toile de Y. padella sont translucides et moins voyants que ceux d'Y. evonymella[3]
- Yponomeuta rorrella (Hübner 1796) qui vit sur le saule (blanc ou gris), et qui est caractérisé par une petite tache noire en bout d'aile
- Yponomeuta sedella (Treitschke, 1832) : « Hyponomeute de l'orpin » à la couleur crème-clair et sans points aux extrémités des ailes.

La chenille ne doit pas non plus être confondue avec celle de la petite tortue qui est également grégaire après être sortie de l'œuf et dont les couleurs peuvent évoquer celles des Yponomeuta.
L'imago ne peut être distingué à l'œil nu de celui de certaines autres espèces de ce genre, autrement que par l'observation des genitalia.

## Cycle de vie

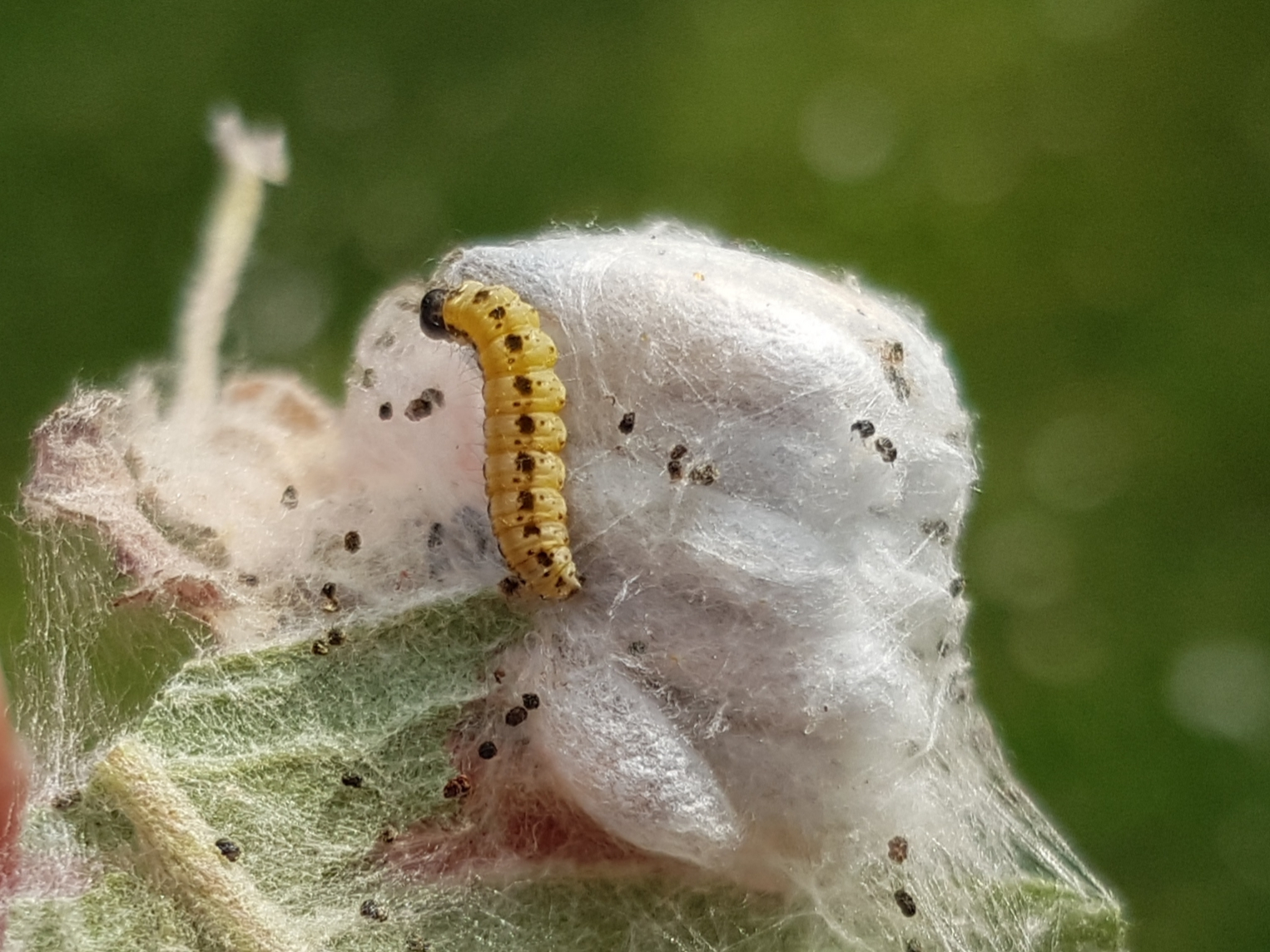
Cocons groupés et chenilles

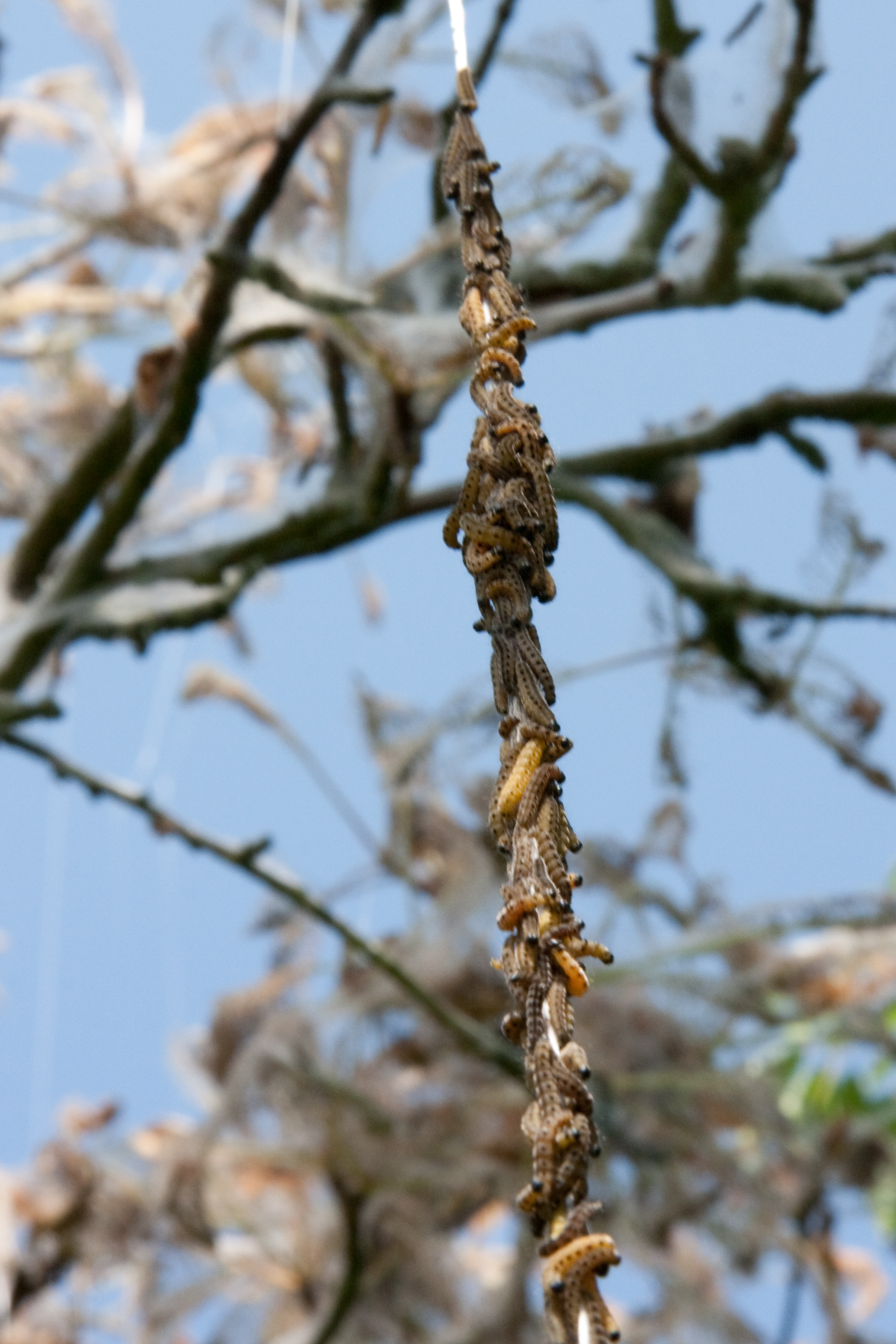
Chenilles (grégaires) dY. malinellus

Les œufs, très petits, sont pondus par la femelle en automne sur des rameaux et branches. La femelle les recouvre d'une sécrétion collante qui les rend difficiles à distinguer.
Les œufs éclosent en libérant une minuscule chenille. Les chenilles se rassemblent et au fur et à mesure qu'elles grandissent, tissent des toiles collantes qui peuvent englober des tiges ou rameaux en feuille.
Les toiles, composées d'un fil assez solide, semblent jouer le rôle d'un nid collectif.
La larve forme ensuite une pupe tenant lieu de chrysalide.
Les adultes (imago) commencent à apparaître début juillet. Ils restent visibles jusqu'au mois d'août.
Une seule génération est produite par an.

## Espèce envahissante?
Une espèce proche, Yponomeuta padella a en 1992 montré son pouvoir d'envahissement, avec une brutale et large extension en Irlande du Nord, ravageant environ 150 000 km (~ 95 000 mi) de haies d'aubépines. 
Elle est depuis considérée comme une menace potentiellement grave pour l'environnement, non seulement en raison de l'intensité des ravages en termes de défoliation, mais aussi pour les dégâts induits par l'utilisation généralisée d'insecticides qui a souvent suivi ses pullulations. Ceci a poussé les études de différents parasitoïdes disponibles en Europe. Souvent les phénomènes invasifs se déroulent sur deux ans. La première année, une partie des buissons est touchée, et l'année suivante, les mêmes buissons peuvent être totalement défoliés, ou une haie peut être entourée de toiles sur plusieurs mètres de longueur.

## Lutte biologique
Elle consiste à encourager les prédateurs ou parasitoïdes de cette espèce. Ageniaspis fuscicollis a par exemple été importé dans les années 1980 pour contrôler ces espèces. En Europe, il existe plusieurs parasitoïdes parasitant ces espèces, des hyménoptères (petites guêpes), mais aussi des diptères (mouches). Dans les systèmes où la biodiversité est conservée, les phénomènes locaux d'invasion de ce type s'éteignent généralement d'eux-mêmes après deux ou 3 ans.